# هوندا ۵۰۰ تویین
هوندا ۵۰۰ تویین (به انگلیسی: Honda 500 twins) یک موتورسیکلت ژاپنی با انجین ۴۷۱ سی‌سی موتور دوسیلندر خطی و قدرت ۴۷ اسب بخار که توسط کمپانی هوندا سه مدل؛ سی‌بی ۵۰۰اف، سی‌بی‌آر ۵۰۰آر و سی‌بی ۵۰۰ایکس بین سال‌های ۲۰۱۳ تا ۲۰۲۴ تولید شد.

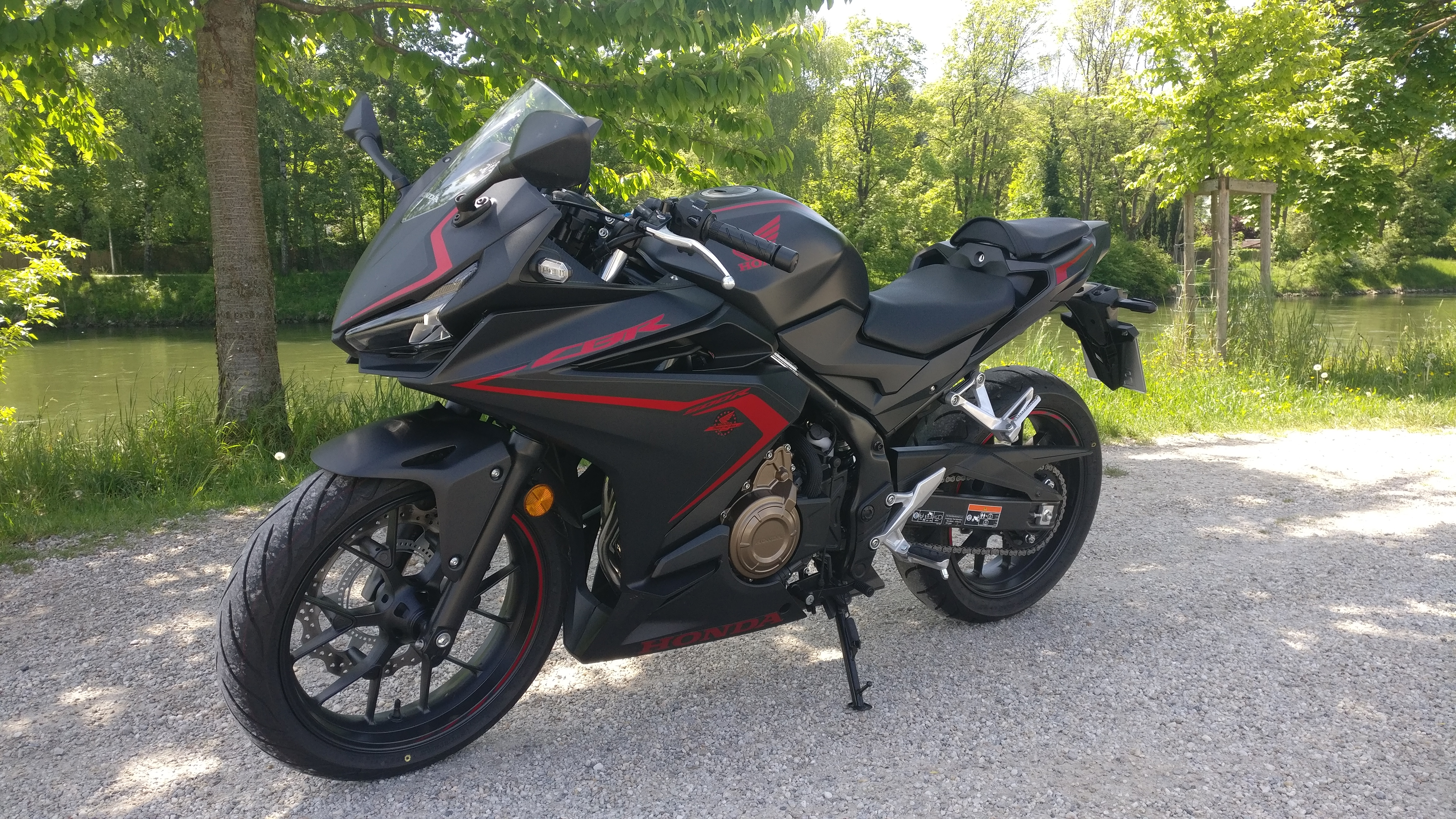
سی‌بی‌آر ۵۰۰آر مدل ۲۰۱۹

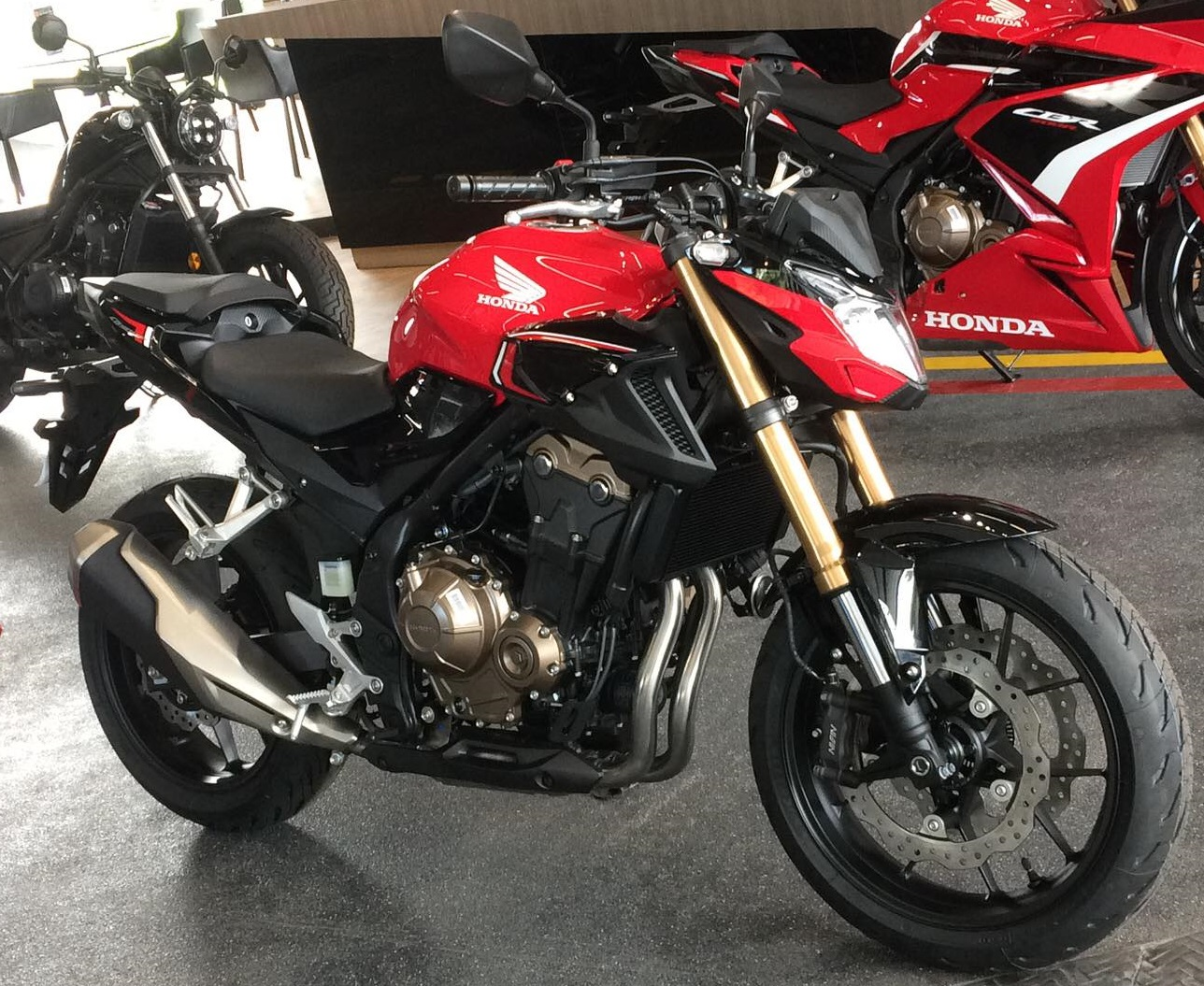
سی‌بی ۵۰۰اف مدل ۲۰۲۱